# 戈尔德陨击坑
戈尔德陨击坑（Gold）是火星欧克西亚沼区一座陨石坑，其名称为1976年取自宾夕法尼亚州波特郡的一座城镇名。
戈尔德陨击坑是著名的陨石坑之一，有明显证据表明它曾受到火星上阿瑞斯谷洪水的侵袭。 

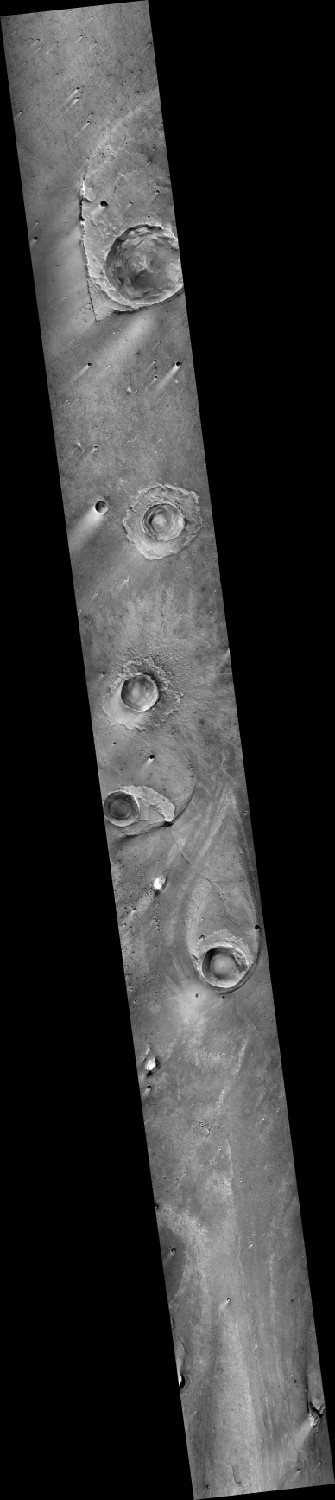
背景相机拍摄的图像
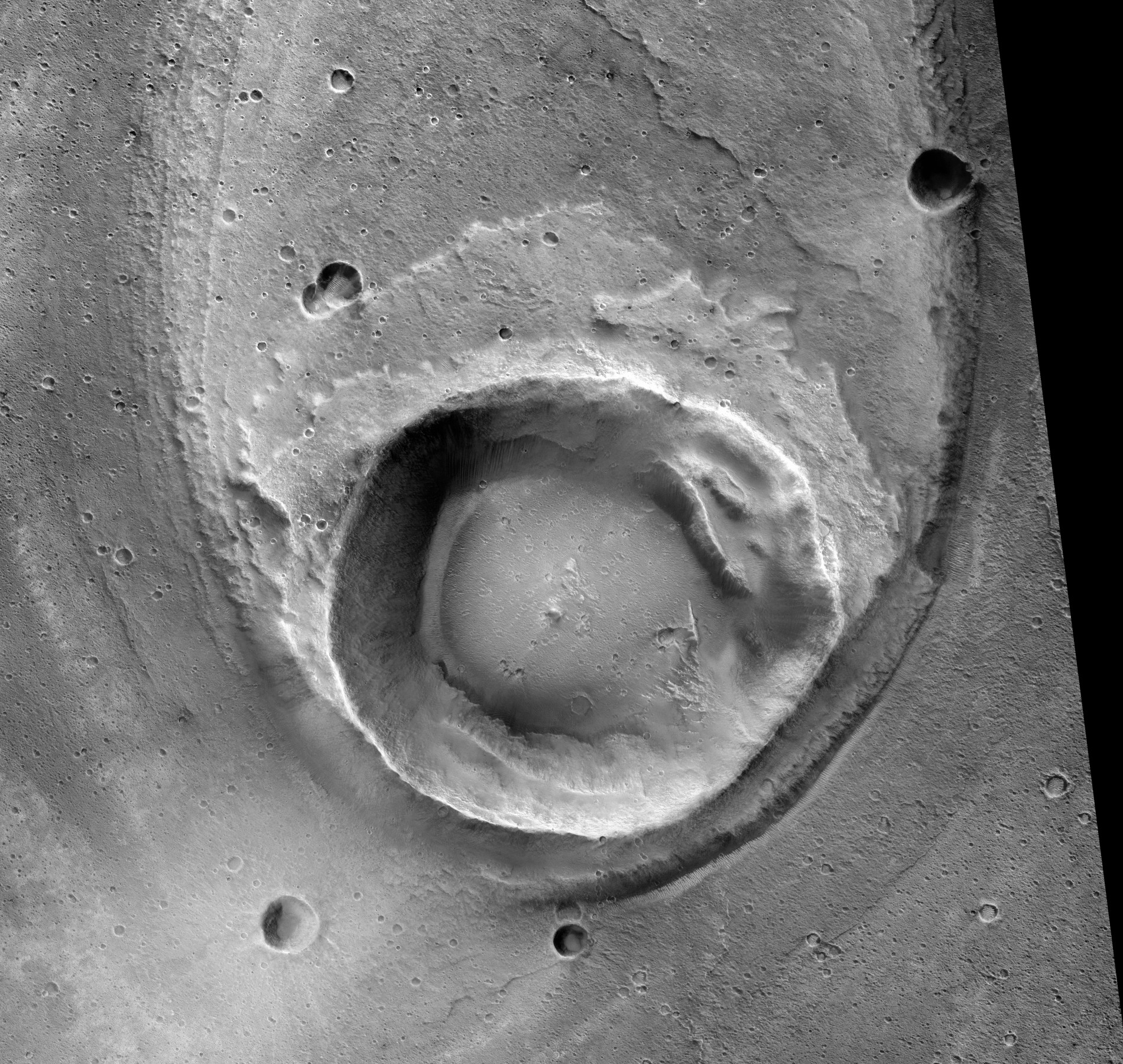
显示戈尔德陨击坑的放大图像